# (3298) Massandra
(3298) Massandra es un asteroide perteneciente al cinturón de asteroides, descubierto el 21 de julio de 1979 por Nikolái Stepánovich Chernyj desde el Observatorio Astrofísico de Crimea (República de Crimea).

## Designación y nombre
Designado provisionalmente como 1979 OB15. Fue nombrado Massandra en homenaje a Massandra ciudad rusa.